# Joeropsis latiantennata
Joeropsis latiantennata är en kräftdjursart som beskrevs av Nunomura1999. Joeropsis latiantennata ingår i släktet Joeropsis och familjen Joeropsididae. Inga underarter finns listade i Catalogue of Life.